# Conseil départemental des Hautes-Alpes
Le conseil départemental des Hautes-Alpes est l'assemblée délibérante du département français des Hautes-Alpes, collectivité territoriale décentralisée. Son siège se trouve à Gap, place Saint-Arnoux.

## Historique

### Identité visuelle (logo)

Ancien logo du conseil général des Hautes-Alpes jusqu'en 2014.
Logo du conseil général des Hautes-Alpes depuis janvier 2014.

## Élus

### Présidents
Depuis le 2 avril 2015, le président du conseil départemental est Jean-Marie Bernard, élu LR du canton de Veynes. Jean-Marie Bernard a été reconduit dans ses fonctions le 1er juillet 2021. 
| Période                                  | Période                      | Identité                     | Étiquette                    | Étiquette                    |
| Président du conseil général             | Président du conseil général | Président du conseil général | Président du conseil général | Président du conseil général |
| ---------------------------------------- | ---------------------------- | ---------------------------- | ---------------------------- | ---------------------------- |
| 1868                                     | 1871                         | Jules Itier                  |                              |                              |
| Les données manquantes sont à compléter. |                              |                              |                              |                              |
|                                          | août 1899                    | Cyprien Chaix                |                              | UR                           |
| août 1899                                | 1919                         | Frédéric Euzière             |                              | Républicain                  |
| janvier 1920                             | juin 1924                    | Victor Bonniard              |                              | RG                           |
| Les données manquantes sont à compléter. |                              |                              |                              |                              |
| octobre 1940                             | septembre 1945               | Conseil général suspendu     | Conseil général suspendu     | Conseil général suspendu     |
| septembre 1945                           | octobre 1951                 | Eugène Pellegrin             |                              | SFIO                         |
| octobre 1951                             | avril 1958                   | Benjamin Bois                |                              | CNIP                         |
| avril 1958                               | octobre 1968                 | Ludovic Tron                 |                              | SFIO                         |
| décembre 1968                            | mars 1982                    | Émile Didier                 |                              | MRG                          |
| mars 1982                                | mars 1998                    | Marcel Lesbros               |                              | UDF-CDS, UDF-FD              |
| mars 1998                                | mars 2004                    | Alain Bayrou                 |                              | DL, UMP                      |
| mars 2004                                | mars 2008                    | Auguste Truphème             |                              | DVG                          |
| mars 2008                                | décembre 2014                | Jean-Yves Dusserre           |                              | UMP                          |
| décembre 2014                            | janvier 2015                 | Jean-Michel Arnaud           |                              | UMP                          |
| janvier 2015                             | mars 2015                    | Michel Roy                   |                              | UMP                          |
| Président du conseil départemental       |                              |                              |                              |                              |
| mars 2015                                | en cours                     | Jean-Marie Bernard           |                              | UMP, LR                      |

### Vice-présidents
Vice-présidents actuels (depuis juillet 2021)
| Poste | Conseiller départemental | Canton                    | Parti |  | Délégation |
| ----- | ------------------------ | ------------------------- | ----- |  | --- |
| 1er   | Patrick Ricou            | Saint-Bonnet-en-Champsaur | LR    |  | chargé des Finances, de l’Attractivité du territoire, de l’Agence de développement et Président délégué de la Commission d’appels d’offre. |
| 2e    | Maryvonne Grenier        | Gap-2                     | LR    |  | chargée de l’Éducation, des Collèges et de la Jeunesse                                                                                     |
| 3e    | Marine Michel            | Briançon-1                | LR    |  | chargée des Sports, des Activités de pleine nature et de Terre de jeux                                                                     |
| 4e    | Marcel Cannat            | Guillestre                | DVD   |  | chargé des Routes, des Bâtiments départementaux, des Aérodromes, des Affaires militaires et de la Sécurité                                 |
| 5e    | Arnaud Murgia            | Briançon-1                | LR    |  | chargé de l’Aménagement du territoire |
| 6e    | Ginette Mostachi         | Gap-3                     | DVD   |  | chargée de la Cohésion sociale |
| 7e    | Marc Viossat             | Embrun                    | UDI   |  | chargée de la Transition énergétique |
| 8e    | Bernadette Saudemont     | Veynes                    | DVD   |  | chargée de la Culture, des Affaires régionales et européennes                                                                              |
| 9e    | Gérard Tenoux            | Serres                    | DVD   |  | chargé du Numérique et du Logement |

#### Vice-présidents du mandat 2015-2021
| Poste | Conseiller départemental | Canton                    | Parti |  | Délégation                                                                                        |
| ----- | ------------------------ | ------------------------- | ----- |  | ------------------------------------------------------------------------------------------------- |
| 1er   | Patrick Ricou            | Saint-Bonnet-en-Champsaur | LR    |  | Développement économique et des finances départementales                                          |
| 2e    | Maryvonne Grenier        | Gap-2                     | LR    |  | Éducation et jeunesse                                                                             |
| 3e    | Marcel Cannat            | Guillestre                | DVD   |  | Déplacements, sécurité et affaires militaires                                                     |
| 4e    | Marie-Noëlle Disdier     | L'Argentière-la-Bessée    | DVD   |  | Cohésion sociale et solidarité intergénérationnelle                                               |
| 5e    | Daniel Galland           | Gap-2                     | LR    |  | Sport et grands événements                                                                        |
| 6e    | Bénédicte Ferotin        | Gap-4                     | DVD   |  | Patrimoine culturel                                                                               |
| 7e    | Marc Viossat             | Embrun                    | UDI   |  | Ressources naturelles, énergie, climat et déchets                                                 |
| 8e    | Gérard Tenoux            | Serres                    | DVD   |  | Emploi, insertion, logement social et infrastructures numériques                                  |
| 9e    | Marine Michel            | Briançon-1                | LR    |  | Syndicats mixtes et mise en œuvre du Plan départemental des espaces, sites et itinéraires (PDESI) |

#### Vice-présidents du mandat 2011-2015
| Poste | Conseiller général | Conseiller général | Parti | Délégation                                                                 |
| ----- | ------------------ | ------------------ | ----- | -------------------------------------------------------------------------- |
| 1er   |                    | Jean-Michel Arnaud | UMP   | Éducation, jeunesse, sports et aérodromes                                  |
| 2e    |                    | Victor Bérenguel   | UMP   | Agenda 21, plan climat énergie, environnement et grands événements         |
| 3e    |                    | Roger Didier       | DVD   | Politiques contractuelles en direction des collectivités et du logement    |
| 4e    |                    | Michel Roy         | UMP   | Développement économique, agriculture et tourisme                          |
| 5e    |                    | Monique Estachy    | UMP   | Cohésion sociale et solidarité intergénérationnelle                        |
| 6e    |                    | Richard Siri       | DVD   | Culture, patrimoine, vie associative et affaires européennes et régionales |
| 7e    |                    | Patrick Ricou      | UMP   | Finances et gestion du patrimoine départemental                            |
| 8e    |                    | Marcel Cannat      | DVD   | Infrastructures, transports, sécurité et affaires militaires               |
| 9e    |                    | Jean-Marie Bernard | UMP   | Ressources humaines et syndicats mixtes                                    |

### Conseillers départementaux

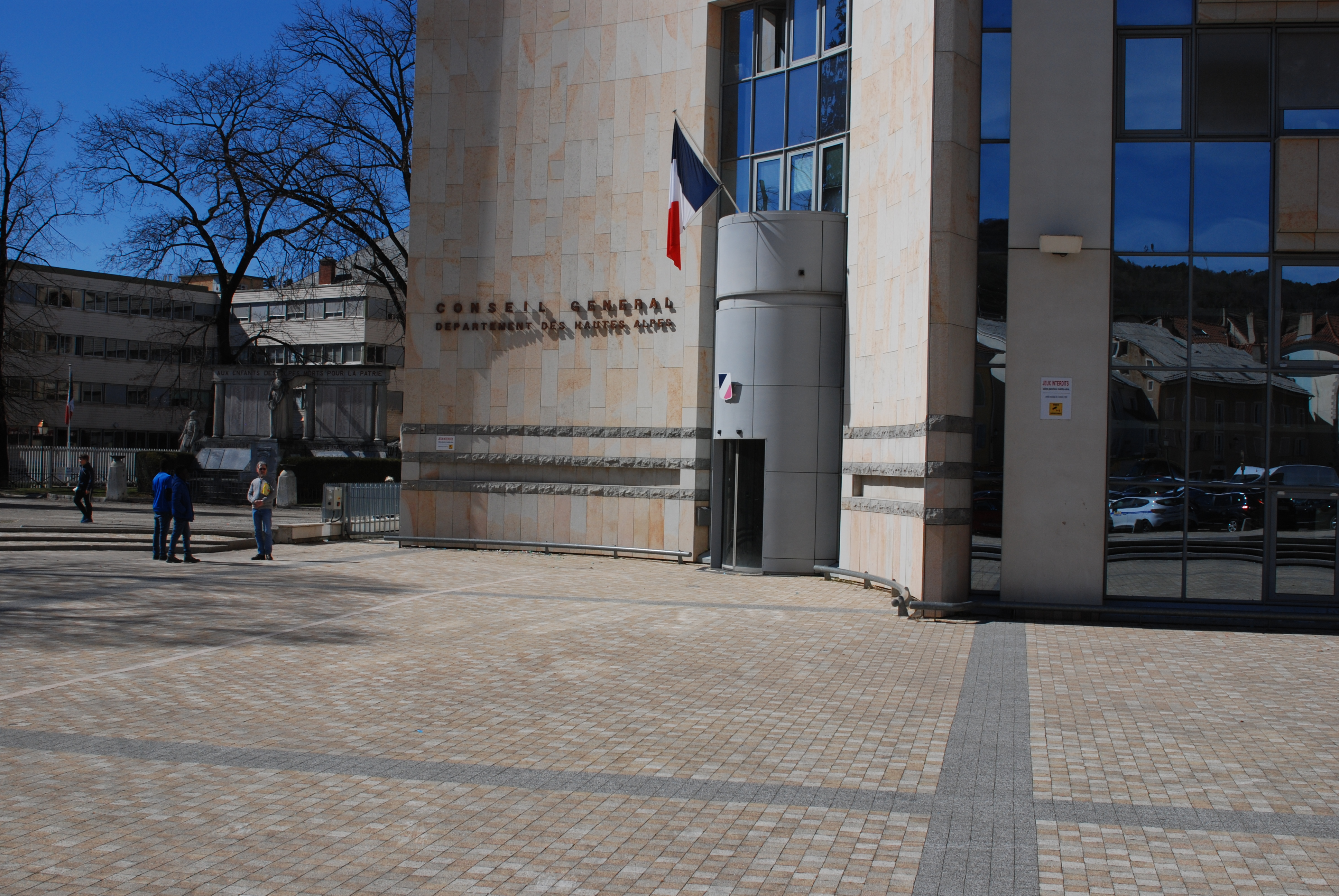
Conseil départemental des Hautes Alpes.

Le conseil départemental des Hautes-Alpes comprend 30 conseillers départementaux issus des 15 cantons des Hautes-Alpes.

### Tendances politiques des cantons (2021 - en cours)
| Président du Conseil départemental   |       |       |      |                                    |
| Jean-Marie Bernard (LR)              |       |       |      |                                    |
| Parti                                | Sigle | Sigle | Élus | Groupes                            |
| Majorité (20 sièges)                 |       |       |      |                                    |
| Les Républicains                     |       | LR    | 12   | Majorité départementale            |
| Divers droite                        |       | DVD   | 6    | Majorité départementale            |
| Union des démocrates et indépendants |       | UDI   | 2    | Majorité départementale            |
| Indépendants (4 sièges)              |       |       |      |                                    |
| Les Républicains                     |       | LR    | 3    | Indépendants                       |
| Divers droite                        |       | DVD   | 1    | Indépendants                       |
| Opposition (6 sièges)                |       |       |      |                                    |
| Divers gauche                        |       | DVG   | 3    | Propositions pour les Hautes-Alpes |
| La République en marche              |       | LREM  | 2    | Propositions pour les Hautes-Alpes |
| Divers droite                        |       | DVD   | 1    | Propositions pour les Hautes-Alpes |

| Canton                          | Conseillers départementaux | Conseillers départementaux                | Groupe                             |
| ------------------------------- | -------------------------- | ----------------------------------------- | ---------------------------------- |
| L'Argentière-la-Bessée - Ecrins |                            | Gaëlle Moreau & Rémi Roux                 | Propositions pour les Hautes-Alpes |
| Briançon-1 (Briançon ouest)     |                            | Marine Michel & Arnaud Murgia             | Majorité départementale            |
| Briançon-2 (Briançon nord-est)  |                            | Claire Barnéoud & Eric Peythieu           | Majorité départementale            |
| Guillestre - Queyras            |                            | Valérie Garcin & Marcel Cannat            | Majorité départementale            |
| Chorges                         |                            | Valérie Rossi & Joël Bonnaffoux           | Propositions pour les Hautes-Alpes |
| Embrun                          |                            | Carole Chauvet & Marc Viossat             | Majorité départementale            |
| Gap-1 (Gap centre)              |                            | Catherine Asso & Alexandre Mougin         | Indépendants                       |
| Gap-2 (Gap est)                 |                            | Maryvonne Grenier & Daniel Galland        | Majorité départementale            |
| Gap-3 (Gap sud)                 |                            | Ginette Mostachi & Christian Hubaud       | Majorité départementale            |
| Gap-4 (Gap nord)                |                            | Évelyne Colonna & Lionel Para             | Majorité départementale            |
| Laragne-Montéglin               |                            | Anne Truphème & Gérard Nicolas            | Propositions pour les Hautes-Alpes |
| Saint-Bonnet-en-Champsaur       |                            | Béatrice Allosia & Patrick Ricou          | Majorité départementale            |
| Serres                          |                            | Françoise Pinet & Gérard Tenoux           | Majorité départementale            |
| Tallard                         |                            | Séverine Rambaud & Jean-Baptiste Aillaud  | Indépendants                       |
| Veynes                          |                            | Bernadette Saudemont & Jean-Marie Bernard | Majorité départementale            |